# Burg Rauenbuch
Die Burg Rauenbuch, auch Schloss Rauenbuch genannt, ist eine abgegangene mittelalterliche Wasserburg am Südrand von Rauenbuch (Anwesen Nr. 9), einem heutigen Gemeindeteil von Leutershausen im Landkreis Ansbach in Bayern.

## Geschichte
Das Schloss dürfte sich aus einem Hof heraus entwickelt haben, der zu Beginn des 14. Jhs. im Besitz der Herren von Pfaffenangst bezeugt ist und 1422 im Besitz der Herren von Seckendorff war. Im Laufe des 15. Jhs. wird der befestigte Sitz errichtet worden sein.1450 wird ein Hans von Seckendorff „zu Rauenbuch“ genannt und 1550 (1551?) ist ausdrücklich von einem Schloss Rauenbuch die Rede, als in diesem Eukarius von Zobel zu Rammersdorf durch einen Schuss getötet wurde. 1582 kam Endres Fuchs von Bimbach zu Möhren, Statthalter zu Neuburg an der Donau auf dem Erbwege in den Besitz des Schlosses. Am 29. Mai 1594 verkaufte er den Sitz Rauenbuch mit seinem Besitz in Leutershausen und allen Zugehörungen und Untertanen an den Markgrafen Georg Friedrich. Gegen Ende des Dreißigjährigen Krieges verbrannten die Schweden das Schlossgut und den Ort. 1647 wurde das Schloss abgebrochen und der Gutsbetrieb wurde bis 1732 aufrechterhalten. Im 19. Jahrhundert wurde der letzte verbliebene Turm abgetragen.
Von der Schlossanlage zeugen noch verbaute Mauerreste und die Vertiefung des ehemaligen Wassergrabens.